# Kajka Stellerova

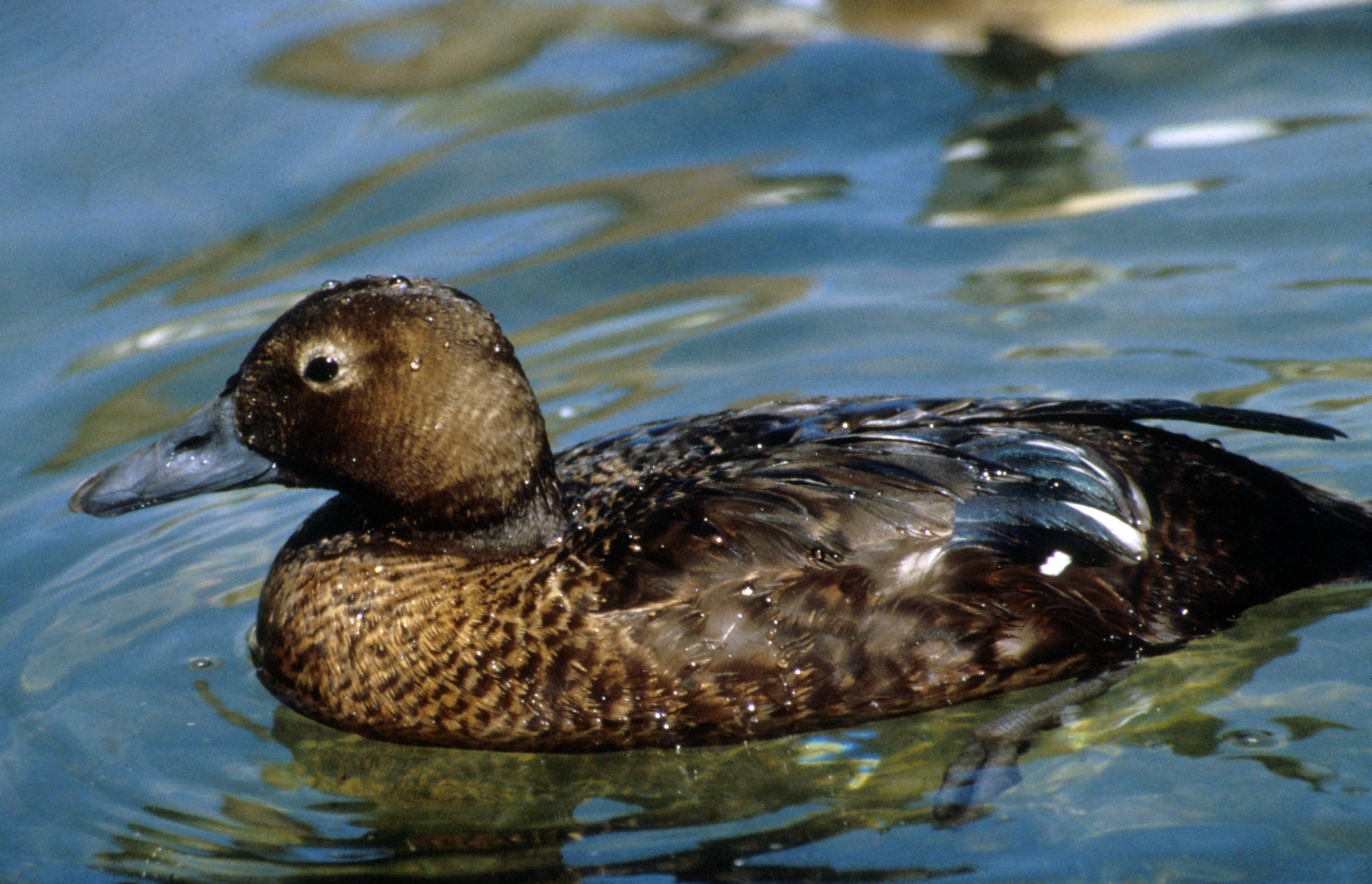
Kajka Stellerova, samice

Kajka Stellerova (Polysticta stelleri) je středně velký arktický druh kachny z řádu vrubozobých. Samec je nezaměnitelný – má bílou hlavu se zelenou skvrnou před okem a malou chocholkou v týle, černou bradu, hrdlo, proužek přes krk a střed svrchní části těla. Spodina je tmavě oranžová (na břiše přechází zbarvení do černé), po obou stranách boků má malou černou skvrnu. Samice jsou celkově tmavohnědé, s fialově modrým, bíle ohraničeným zrcátkem. Hnízdí v Arktidě mimo Evropu, zimuje ve velkých počtech v severním Norsku, jinde je vzácná. V březnu 2001 byla poprvé pozorována v České republice (Karviná).